# یان، پادشاه بوهم
یان نابینا (لوکزامبورگی: Jang de Blannen; آلمانی: Johann der Blinde von Luxemburg; چکی: Jan Lucemburský؛ ۱۰ اوت ۱۲۹۶–۲۶ اوت ۱۳۴۶) کنت لوکزامبورگ از سال ۱۳۰۹ و شاه بوهم از سال ۱۳۱۰ و شاه اسمی لهستان بود. او بزرگ‌ترین پسر امپراتور مقدس روم هاینریش هفتم و همسرش مارگارت برابانت بود. یان در ۵۰ سالگی در نبرد کرسی کشته شد و پیش از آن، یک دهه نابینا بود.

## زندگی

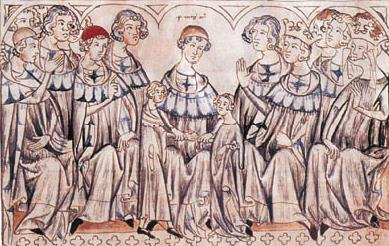
عروسی یان با الیشکای بوهم در اشپیر

یان در پاریس بزرگ شد و با فرهنگ فرانسوی آموزش دید؛ ولی عمیقاً درگیر سیاست‌های آلمان شد. در سال ۱۳۱۰ پدرش زمینهٔ ازدواج یان چهارده ساله با الیشکا از دودمان پرمیسل را که خواهر شاه واتسلاو سوم بوهم بود، فراهم کرد. مراسم عروسی در اشپیر برگزار شد و زوج جوان به همراه گروهی به رهبری پتر آیشسپلت، اسقف اعظم ماینتس و دیپلمات کارکشته و متخصص در مسائل چک به سوی پراگ رهسپار شدند. هاینریش هنگ‌های امپراتوری را همراه گروه فرستاد و زوج را از نورنبرگ تا پراگ محافظت کرد. در نتیجه در ۳ دسامبر ۱۳۱۰ نیروهای چکی توانستند بر پراگ دست یابند و هاینریش را که شاه بوهم بود، عزل کنند. کاخ پراگ از سکنه خالی شده‌بود؛ بنابراین یان در یکی از خانه‌های میدان بخش قدیمی شهر ساکن شد و با کمک مشاوران خود، شرایط دولت چک را تثبیت کرد. به این ترتیب، یکی از هفت امیر انتخابگر امپراتوری مقدس روم شد و به عنوان جانشین واتسلاو سوم، ادعای تاج‌وتخت لهستان و مجارستان را کرد. تلاش‌های او برای پیروی از پدرش و کسب عنوان پادشاه رومن‌ها با انتخاب لودویگ چهارم در سال ۱۳۱۴ به شکست انجامید. او بعداً هنگام رقابت لودویگ با فریدریش هابسبورگ که در نبرد مولدورف در سال ۱۳۲۲ به اوج رسید، از لودویگ حمایت کرد و در بازگشت، اگرلند را به عنوان پاداش دریافت کرد.
یان نیز مانند سلفش هاینریش مورد علاقهٔ بیشتر نجیب‌زادگان چک نبود. یان را شاه بیگانه می‌دانستند و او نیز پس از مدتی ادارهٔ بوهم را واگذار کرد و زندگی خود را به سفر کردن گذراند. راه خود را از همسرش جدا کرد و حکومت کشور چک را به بارون‌ها سپرد تا زمان خود را در لوکزامبورگ و دربار فرانسه بگذراند. او سفرهایی به سیلزی، لهستان، لیتوانی، تیرول، شمال ایتالیا و پاپ‌نشین اوینیون داشت. یان که رقیب ووادیسواف یکم برای رسیدن به تاج‌وتخت لهستان بود، در جنگ شوالیه‌های تتونیک و لهستان بین سال‌های ۱۳۲۶ و ۱۳۳۲ از شوالیه‌های تتونیک حمایت کرد. همچنین چند دوک سیلزی را وادار کرد سوگند وفاداری به او بخورند. در سال ۱۳۳۵ در کنگرهٔ ویشگراد، کازیمیر کبیر که جانشین ووادیسواف شده‌بود، پول قابل توجهی به یان پرداخت کرد تا یان از ادعای خود بر تحت پادشاهی لهستان دست بکشد.

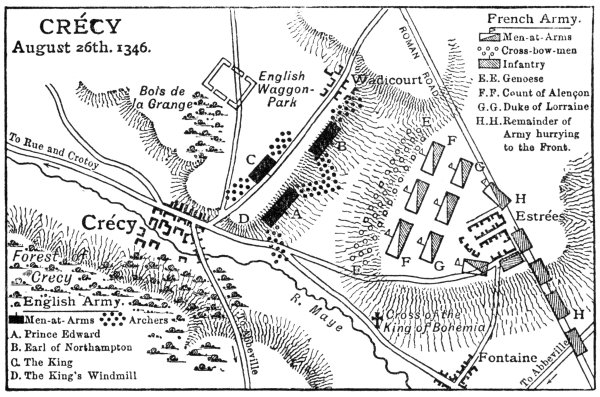
نبرد کرسی

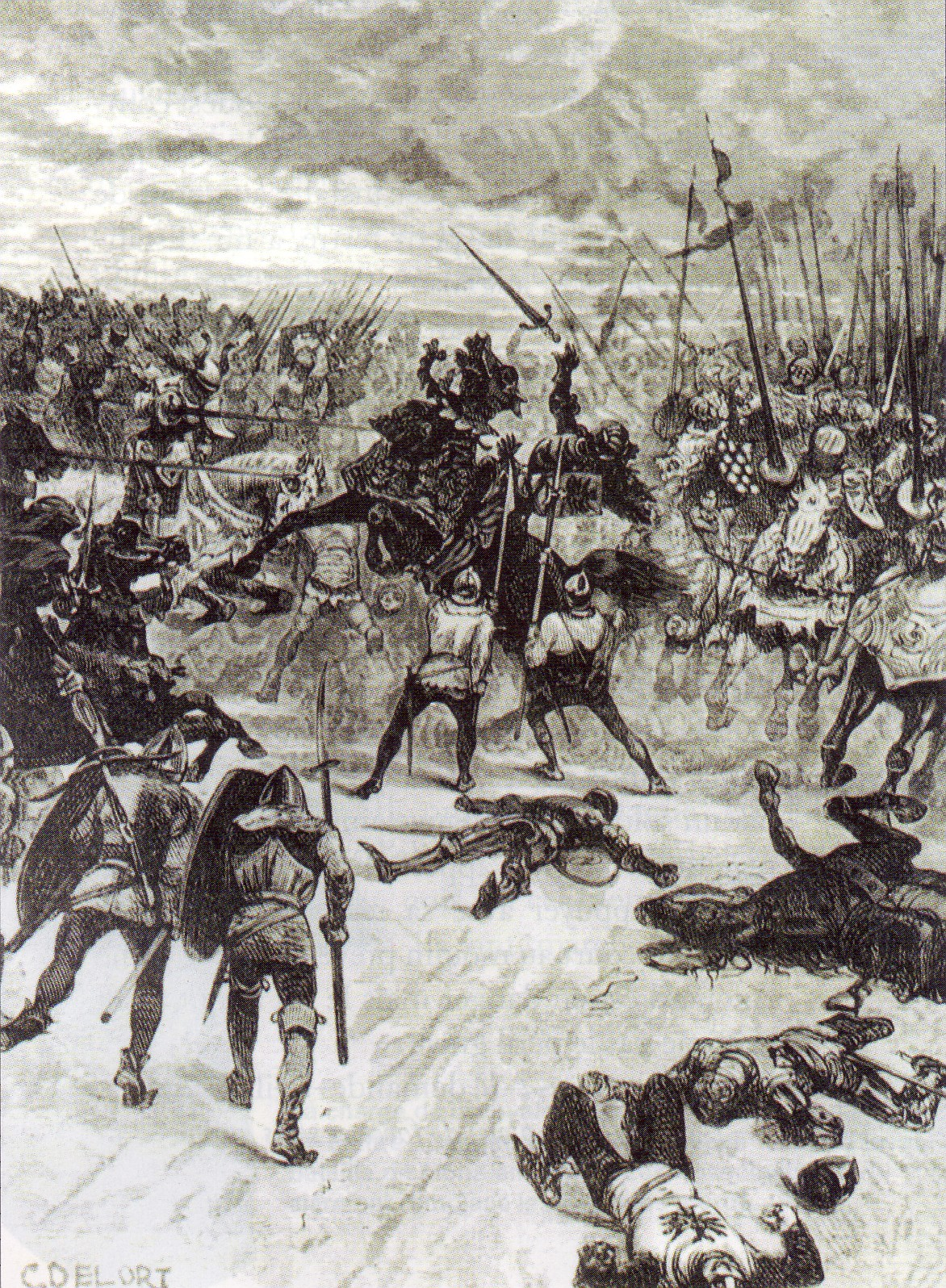
مرگ یان بوهم در نبرد کرسی

یان در سال ۱۳۳۶ در ۳۹ یا ۴۰ سالگی هنگام شرکت در جنگ صلیبی در لیتوانی نور چشم خود را به دلیل ابتلا به افتالمی از دست داد. درمان توسط پزشک مشهور گای ده شولیاک نیز مؤثر نبود. در آغاز جنگ صدساله در سال ۱۳۳۷ با فیلیپ ششم فرانسه متحد شد و حتی فرمانداری لانگداک را از ۳۰ نوامبر ۱۳۳۸ تا نوامبر ۱۳۴۰ به عهده داشت. در سال ۱۳۴۶ در نبرد کرسی فرماندهٔ محافظان فیلیپ و نیز بخش‌های بزرگی از نیروهای شارل دوم آلنسون و لودوایک یکم فلاندر بود. با وجود نابینایی از شوالیه‌های خود خواست او را به میانه نبردگاه ببرند تا با شمشیرش به دشمنان انگلیسی یورش ببرد. دوازده شوالیه او افسار اسب‌های خود را به یکدیگر بستند و با جلوداری یان وارد کارزار شدند. جسد یان روز بعد در میان شوالیه‌ها، درحالیکه اسب‌هایشان همچنان به یکدیگر بسته بودند، یافت شد.
بزرگ‌ترین پسر یان به نام کارل (بعدها کارل چهارم امپراتور مقدس روم) جانشین او در مقام پادشاه بوهم شد. در لوکزامبورگ نیز واتسلاو که پسر یان از همسر دومش بود جانشین او شد.

## خاکسپاری

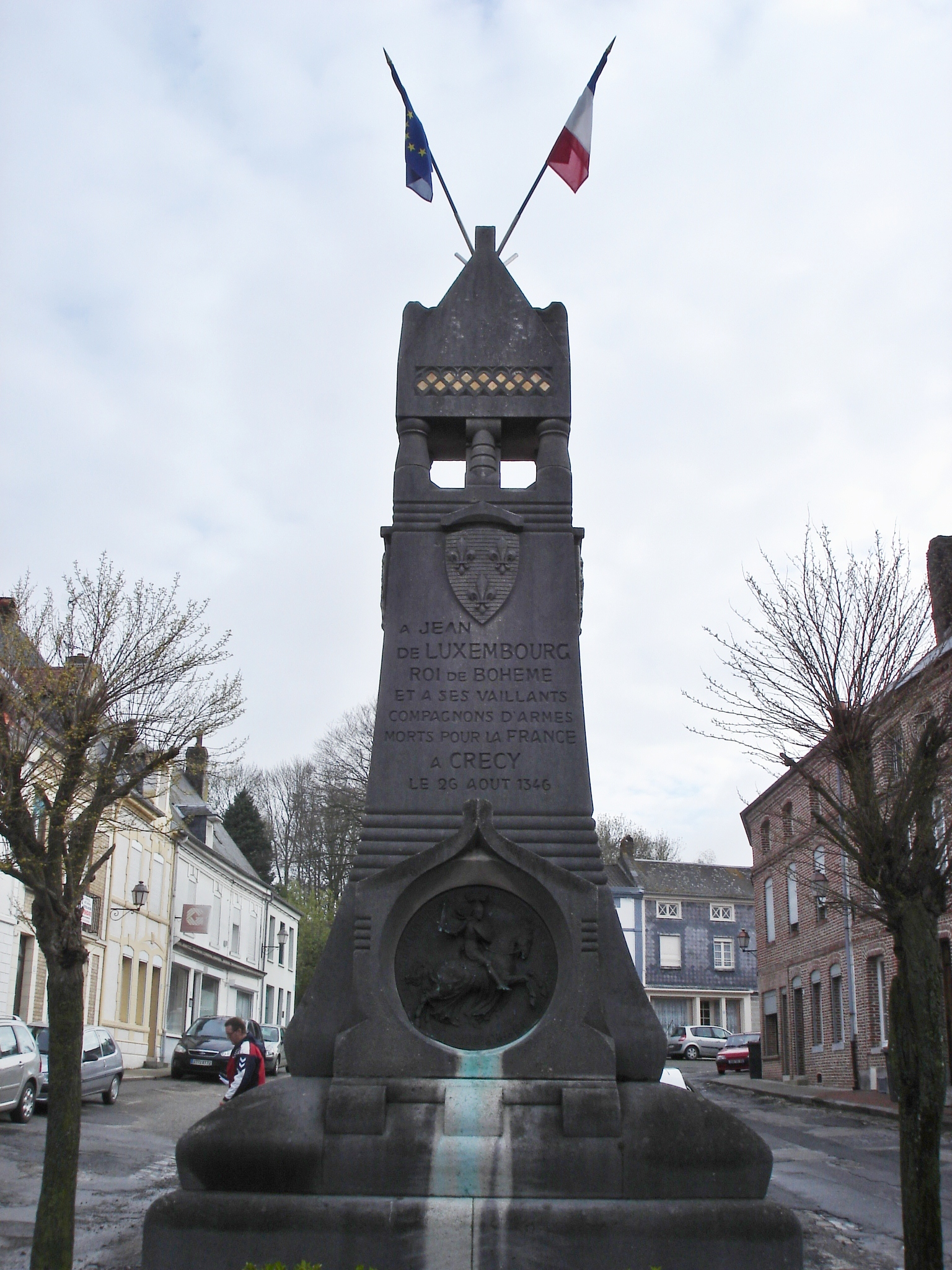
یادبود یان یکم در کرسی

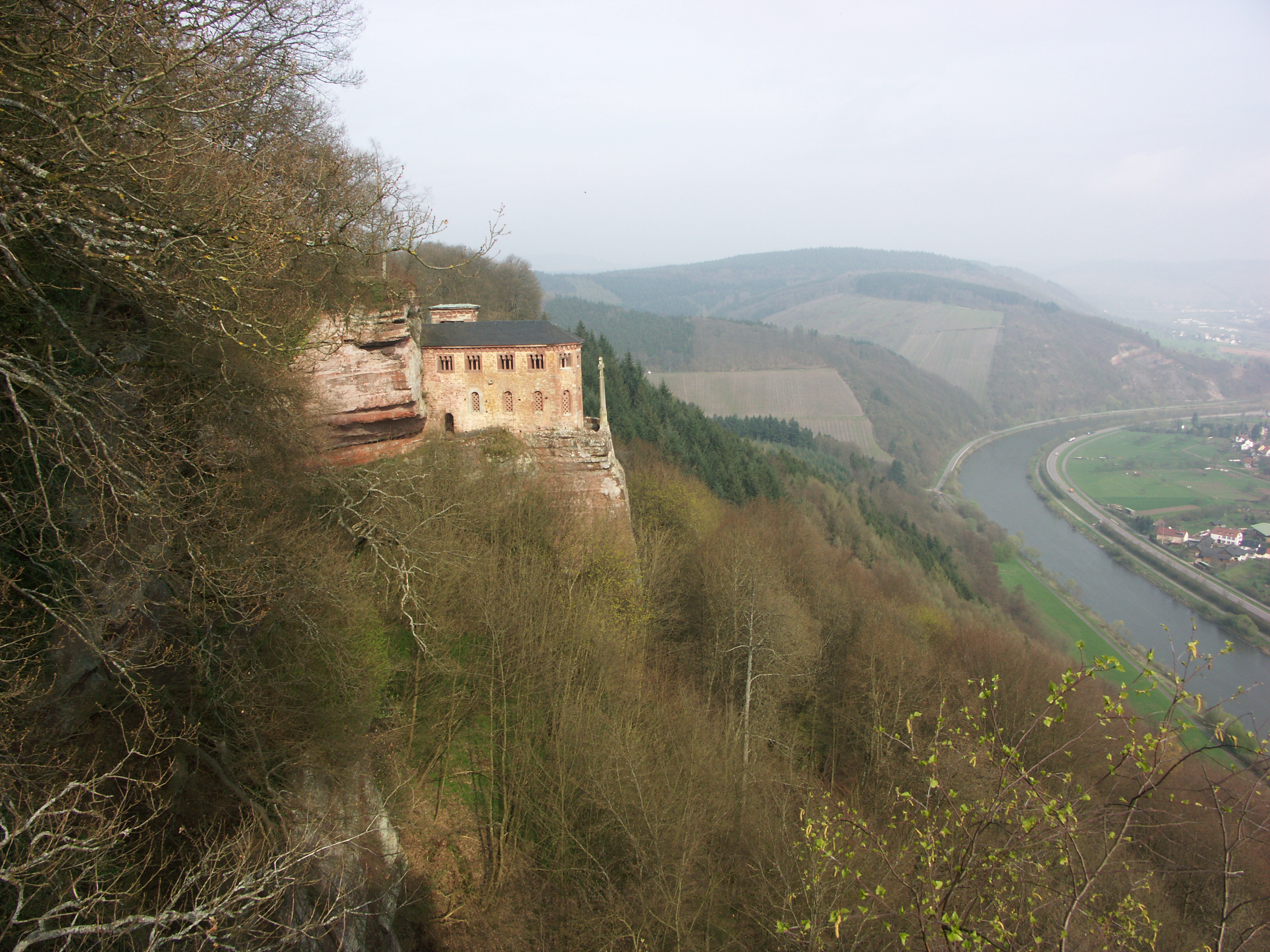

بدن یان نابینا به صومعه آلمنستر در لوکزامبورگ منتقل شد. پس از تخریب صومعه در سال ۱۵۴۳ جنازه به صومعه نایمنستر برده شد. هنگام انقلاب فرانسه باقیمانده‌های بدن او توسط خانوادهٔ بوخ (مؤسسان ویلروی اند بوخ) نجات یافت و در یک اتاق زیر شیروانی در متلاخ کنار رود زار مخفی شد.
پسرش ژان-فرانسوا بوش هنگام سفرش در راینلاند در سال ۱۸۳۳ با شاهزاده فریدریش ویلهلم چهارم ملاقات کرد و باقیماندهٔ جنازهٔ یان را به عنوان هدیه‌ای به او پیشنهاد داد. شاهزاده فریدریش که یان را یکی از اسلاف خود می‌دانست، به کارل فریدریش شینکل دستور داد کلیسایی برای خاکسپاری او بسازد. کلیسا در سال ۱۸۳۵ در نزدیکی کاشتل-شتادت روی صخره‌ای بر فراز شهر ساخته شد.
در سال ۱۹۴۵ دولت لوکزامبورگ درخواست داد که مالکیت استخوان‌ها را به دست آورد. آنان به صورت مخفیانه جنازه را برداشتند و به سرداب کلیسای جامع نوتردام منتقل کردند.

## خانواده و فرزندان
یان دو بار ازدواج کرد.
ابتدا با الیشکای بوهم ازدواج کرد که حاصل آن، فرزندان زیر بود:
1. مارگارت بوهم (۸ ژوئیه ۱۳۱۳–۱۱ ژوئیه ۱۳۴۱) که در ۱۲ اوت ۱۳۲۸ در اشتراوبینگ با هاینریش چهاردهم دوک بایرن ازدواج کرد.
2. یوتا (۲۱ مه ۱۳۱۵–۱۱ سپتامبر ۱۳۴۹) که در ۶ اوت ۱۳۳۲ در مولن با شاه ژان دوم فرانسه ازدواج کرد.
3. کارل چهارم (۱۴ مه ۱۳۱۶–۲۹ نوامبر ۱۳۷۸) شاه بوهم و امپراتور مقدس روم
4. اوتاکار (۲۲ نوامبر ۱۳۱۸–۲۰ آوریل ۱۳۲۰) شاهزاده بوهم
5. یان ییندریک (۱۲ فوریه ۱۳۲۲–۱۲ نوامبر ۱۳۷۵) مارگراف

موراویا
1. آنا (۱۳۲۳–۳ سپتامبر ۱۳۳۸) خواهر دوقلوی الیزابت، در ۱۶ فوریه ۱۳۳۵ با اوتو دوک اتریش ازدواج کرد.
2. الیزابت (۱۳۲۳–۱۳۲۴) خواهر دوقلوی آنا

دومین همسر او بئاتریس بوربون (۲۵ فوریه ۱۳۳۷–۷ دسامبر ۱۳۸۳) بود. این ازدواج منجر به تولد یک پسر شد:
1. واتسلاو یکم لوکزامبورگ (۲۵ فوریه ۱۳۳۷–۷ دسامبر ۱۳۸۳) دوک لوکزامبورگ و برابانت.